# تبعید (فیلم ۱۹۱۴)
تبعید (مجاری: A tolonc) یک فیلم صامت مجارستانی به کارگردانی مایکل کورتیز است که در سال ۱۹۱۴ منتشر شد.